# 櫃魔
《櫃魔》是一部由史蒂芬·金於1973年所著的短篇小說，當時發佈在Cavalier雜誌上，後來收錄在短篇小說集《有時候，他們會回來》內，分別於1982年、2010年及2023年改編成同名電影。

## 故事簡介
畢林斯是三個孩子的爸爸，他到診所告知精神科醫生說他三個孩子都被妖怪殺死。他指婚後不久，兒子在房間內死亡，死時房間的衣櫃無故開了一道細縫，二女出生不久後亦發生相同的事，畢林斯認為是妖怪所為，只好搬家。搬家初期的確相安無事，但妖怪最終找上門，連他第三個兒子都殺死了。畢林斯忍不住心中的悲痛所以見精神科醫生，宣洩完情緒，畢林斯小小鬆了口氣，踏出病房，找不到護士和櫃檯，回頭時，發現一個衣櫃開了一條細縫，精神科醫生緩緩向他走來。